# Novo Selani
Novo Selani (en macédonien Ново Селани) est un village de l'est de la Macédoine du Nord, situé dans la municipalité de Tchéchinovo-Obléchévo. Le village comptait 74 habitants en 2002.

## Démographie
Lors du recensement de 2002, le village comptait :
- Macédoniens : 74